# Hadeninae
A Hadeninae a rovarok (Insecta) osztályának lepkék (Lepidoptera) rendjébe, ezen belül a bagolylepkefélék (Noctuidae) családjába tartozó alcsalád.

## Rendszerezés
Az alcsaládba az alábbi nemek tartoznak:
- Ablita
- Acantholeucania
- Acerra
- Achatia
- Achatodes
- Acherdoa
- Achytonix
- Acopa
- Acosmetia
- Acrapex
- Acroria
- Acroriesis
- Acroriodes
- Actinotia
- Acylita
- Admetovis
- Aegle
- Aeologramma
- Afotella
- Afrenella
- Aglossestra
- Agrotana
- Akonus
- Aletia
- Allocosmia
- Alysina
- Analetia
- Anapoma
- Anarta
  - törpeövesbagoly (Anarta myrtilli)
- Anartodes
- Anartomima
- Anhimella
- Antaplaga
- Apamea
  - platinabagoly (Apamea platinea)
  - tallós-fűgyökérbagoly (Apamea syriaca)
- Aporophoba
- Apospasta
- Appana
- Arzama
- Aspidhampsonia
- Aspidifrontia
- Balsa
- Bambusiphila
- Barybela
- Basilica
- Bathytricha
- Batuana
- Bellura
- Benjaminiola
- Berioana
- Bityla
- Borbotana
- Borolia
- Bouda
- Boursinia
- Brachyxanthia
- Brithysana
- Bryogramma
- Bryolymnia
- Bryomoia
- Busseola
- Butleronea
- Cacofota
- Calamia
- Callargyra
- Callegaria
- Callhyccoda
- Callicereon
- Calliocloa
- Callixena
- Callopistria
- Callyna
- Calophasidia
- Campydelta
- Caradjia
- Caradrina
- Carbona
- Carcharoda
- Cardepia
- Cardiestra
- Carelis
- Catabena
- Catamecia
- Catephiodes
- Celaena
- Centrarthra
- Centrochlora
- Centrogone
- Cephalospargeta
- Cerapteryx
- Cerma
- Cetola
- Chabuata
- Chalcamistis
- Chalcopasta
- Chamaeclea
- Chandata
- Charanyca
- Chasmina
- Chasminodes
- Checupa
- Chilodes
- Chiripha
- Chlorognesia
- Chrysoecia
- Chrysonicara
- Chytobrya
- Chytonix
- Cirphis
- Cirrodes
- Cirrodiana
- Cirrodistis
- Clavipalpa
- Clavipalpula
- Clethrorasa
- Closteromorpha
- Cnodifrontia
- Cobalos
- Coenagria
- Coenobia
- Colodes
- Conicochyta
- Conicofrontia
- Conisania
  - Conisania luteago
- Conochuza
- Conservula
- Constantiodes
- Copifrontia
- Coranarta
- Corythurus
- Cosmia
- Cosmodes
- Crambodes
- Crambopsis
- Craterestra
- Crimona
- Crocigrapha
- Cropia
- Crosia
- Cuahtemoca
- Cyathissa
- Cyclopera
- Cycloprora
- Cyptonychia
- Cytocanis
- Cytothymia
- Dantona
- Dargeochaeta
- Dargida
- Dasygaster
- Data
- Datungia
- Daula
- Decarynodes
- Dentilymnia
- Diadochia
- Diadocis
- Dicerogastra
- Dicycla
- Dinoprora
- Dioszeghyana
  - Magyar tavaszi-fésűsbagolylepke (Dioszeghyana schmidtii)
- Diparopsis
- Dipinacia
- Diplonephra
- Dipterygina
- Discestra
- Doerriesa
- Dorstiana
- Draudtia
- Draudtiana
- Dypterygia
- Dyrzela
- Dysmilichia
- Ebertidia
- Ecbolemia
- Eccleta
- Ecthymia
- Ectolopha
- Egira
- Elaemima
- Elaeodopsis
- Elaphria
- Elusa
- Elyptron
- Emarginea
- Emariannia
- Emboloecia
- Enargia
- Eogena
- Epimecia
- Epioecia
- Eremaula
- Eremobia
- Eremochroa
- Eremophysa
- Eriopyga
- Eriopygodes
- Erioscele
- Escaria
- Ethionodes
- Ethiopica
- Ethioterpia
- Euamiana
- Eucarta
- Eucladodes
- Eucropia
- Euherrichia
- Eulymnia
- Eumuelleria
- Euplexia
  - szederbagoly (Euplexia lucipara)
- Euplexidia
- Euromoia
- Euros
- Euryclasper
- Eurypsyche
- Euterpiodes
- Euxenistis
- Eviridemas
- Evisa
- Exathetis
- Fagitana
- Fala
- Faronta
- Feliniopsis
- Feredayia
- Fergana
- Fota
- Fotella
- Fotopsis
- Fracara
- Galgula
- Geroda
- Gloanna
- Goenycta
- Gonelydna
- Goniotermasia
- Gonodes
- Gonostygia
- Goonallica
- Gorgora
- Gortyna
- Gortynodes
- Graphania
- Grotellaforma
- Hada
- Hadena
  - Hadena caesia
  - Hadena filograna
- Hadenella
- Haderonia
- Hadjina
- Hadula
  - lóhere bagolylepke (Hadula trifolii)
- Hadulipolia
- Haemerosia
- Haliophyle
- Hampsonodes
- Haplocestra
- Haploolophus
- Harutaeographa
- Hecatera
  - Hecatera dysodea
- Hedymiges
- Heliophobus
- Hemibryomima
- Hemictenophora
- Heminocloa
- Hemioslaria
- Hemistilbia
- Heptapotamia
- Heraema
- Heterochroma
- Heterodelta
- Heterographa
- Heterophysa
- Homolagoa
- Homorthodes
- Hoplodrina
- Hydraecia
- Hydroeciodes
- Hygrostola
- Hygrostolides
- Hypaenistis
- Hypercalymnia
- Hyperepia
- Hypermilichia
- Hypeuthina
- Hypobarathra
- Hypocalamia
- Hypocoena
- Hypoperigea
- Hypoplexia
- Hypopteridia
- Hyssia
- Iambia
- Iambiodes
- Ichneutica
- Interdelta
- Iodopepla
- Ipimorpha
- Ipiristis
- Janseodes
- Janthinea
- Jaxartia
- Karana
- Kenrickodes
- Kocakina
- Koffoleania
- Kohlera
- Lacanobia
  - salátabagolylepke Lacanobia oleracea
  - Lacanobia splendens
  - Lacanobia w-latinum
- Lasianobia
- Lasiplexia
- Leiometopon
- Leioselia
- Lemmeria
- Lepidodelta
- Lepteria
- Leucania
- Leucocosmia
- Leucosigma
- Leucotrachea
- Leumicamia
- Lophocalama
- Lophoceramica
- Lophomyra
- Lophotarsia
- Lophotyna
- Luperina
- Lythrodes
- Macapta
- Macronoctua
- Macroprora
- Madathisanotia
- Madecathymia
- Madegalatha
- Mageochaeta
- Maghadena
- Magusa
- Mamestra
- Mammifrontia
- Manga
- Maraschia
- Margelana
- Matarum
- Matopo
- Mazuca
- Megalodes
- Megalonycta
- Melagramma
- Melanchra
  - fehérfoltos kertibagoly (Melanchra persicariae)
- Melionica
- Meropleon
- Mesapamea
- Mesocrapex
- Mesoligia
- Mesoplus
- Mesotrosta
  - fehérjegyű törpebagoly (Mesotrosta signalis)
- Metaegle
- Metappana
- Meterana
- Metopiora
- Metopoplus
- Michelliana
- Micrapatetis
- Micrathetis
- Microlita
- Micromonodes
- Microplexia
- Microsemyra
- Mimleucania
- Mimobarathra
- Minofala
- Miodera
- Mionides
- Molvena
- Monoptya
- Monostola
- Mormo
  - gyászbagoly (Mormo maura)
- Mudaria
- Musothyma
- Myalila
- Mycteroplus
- Mydrodoxa
- Mythimna
  - l-betűs fűbagoly (Mythimna l-album)
- Mythymima
- Nacopa
- Namanganum
- Narthecophora
- Nedra
- Neleucania
- Neocalymnia
- Neolaphygma
- Neolita
- Neomanobia
- Neomilichia
- Neomonodes
- Neopersectania
- Neophaenis
- Neophaeus
- Neopistria
- Neostichtis
- Neostrotia
- Nephelistis
- Nephelodes
- Nereisana
- Neumoegenia
- Neuranethes
- Niaboma
- Nikara
- Nocloa
- Nocthadena
- Nolasodes
- Nonagria
- Numeniastes
- Nyctodryas
- Nyodes
- Obana
- Ochrocalama
- Odontelia
- Odontestra
- Odontoretha
- Oederemia
- Oediplexia
- Oligia
  - apró dudvabagoly (Oligia strigilis)
- Olivenebula
- Ommatostola
- Omphalagria
- Omphalestra
- Omphaletis
- Oortiana
- Opsyra
- Oria
- Oroplexia
- Orthodes
- Orthogonia
- Oslaria
- Oxicesta
- Oxythaphora
- Oxythres
- Pachetra
- Pachycoa
- Pachygnathesis
- Pachythrix
- Paetica
- Palponima
- Panemeria
- Panolis
  - fenyő-bagolylepke (Panolis flammea)
- Pansemna
- Papaipema
- Papestra
- Parabryophila
- Paracaroides
- Paracentropus
- Paracroria
- Paradiopa
- Paradrina
- Paraegle
- Paralophata
- Paramiana
- Paranataelia
- Parapamea
- Paratrachea
- Parca
- Pareuplexia
- Pariambia
- Paroligia
- Paromphale
- Peraniana
- Periconta
- Perigonica
- Persectania
- Petalumaria
- Phalerodes
- Phlogophora
  - zöld csipkésbagoly (Phlogophora meticulosa)
- Phoebophilus
- Phoperigea
- Phosphila
- Photedes
  - hegyi törpebagoly (Photedes captiuncula)
- Phuphena
- Physetica
- Pinacoplus
- Plagideicta
- Platyprosopa
- Plexiphleps
- Plusilla
- Plusiophaes
- Podagra
- Poecopa
- Poeonoma
- Polenta
- Polia
- Poliobrya
- Poliodestra
- Polionycta
- Polyphaenis
- Poppaea
- Praestilbia
- Pricomia
- Prochloridea
- Procrateria
- Prodicella
- Prolymnia
- Prometopus
- Promionides
- Prospalta
- Protagrotis
- Proteinania
- Protheodes
- Prothrinax
- Protomeceras
- Protomeroleuca
- Protomiselia
- Protoperigea
- Protorthodes
- Protoseudyra
- Prototrachea
- Pseudaletia
- Pseudamathes
- Pseudelaeodes
- Pseudenargia
- Pseuderastria
- Pseuderiopus
- Pseudina
- Pseudinodes
- Pseudobryophila
- Pseudohadena
- Pseudopanolis
- Pseudopseustis
- Pseudorthodes
- Pseudoxylomoea
- Pulcheria
- Pusillathetis
- Pygopteryx
- Pyrois
- Rabila
- Ramesodes
- Redingtonia
- Rhabinogana
- Rhabinopteryx
- Rhizedra
- Rhyncholita
- Rhynchoplexia
- Rolua
- Roperua
- Rotoa
- Rougeotia
- Ruacodes
- Rugofrontia
- Rungsianea
- Rusina
- Saalmuellerana
- Saaluncifera
- Sablia
- Sacadodes
- Sajania
- Saltia
- Saragossa
  - sziki ürömbagoly (Saragossa porosa)
- Sasunaga
- Satrapodes
- Sciomesa
- Scopariopsis
- Scotocampa
- Scotogramma
- Scriptania
- Scythocentropus
- Sedina
  - Sedina buettneri
- Selambina
- Selenistis
- Selicanis
- Senta
  - lándzsás lápibagoly (Senta flammea)
- Sesamia
- Sidemia
- Sideridis
- Somalibrya
- Sparkia
- Spartiniphaga
- Speia
- Speocropia
- Sphetta
- Sphragifera
- Spiramater
- Spodoptera
  - őszi sereghernyó (Spodoptera frugiperda)
- Staurophora
  - buckabagoly (Staurophora celsia)
- Stauropides
- Stemmaphora
- Stenodrina
- Stenopterygia
- Stibadium
- Stibaera
- Stilbia
- Stilbina
- Stiriodes
- Stomafrontia
- Stonychota
- Stretchia
- Strigania
- Strigiphlebia
- Stygiodrina
- Sugiella
- Syncalama
- Synorthodes
- Syntheta
- Synthymia
- Syrrusis
- Syrrusoides
- Taenerema
- Tanocryx
- Tathorhynchus
- Thalpophila
- Thargelia
- Thegalea
- Tholera
- Tholeropsis
- Thurberiphaga
- Thyatirodes
- Thyrestra
- Tiracola
- Toana
- Trachea
- Tracheoides
- Tracheplexia
- Tranoses
- Trichagrotis
- Trichanarta
- Trichestra
- Trichoclea
- Trichocosmia
- Trichofeltia
- Tricholita
- Trichoplexia
- Trichopolia
- Trichordestra
- Trichorthosia
- Trichospolas
- Tricraterifrontia
- Tridentifrons
- Tridepia
- Trilophia
- Tringilburra
- Triocnemis
- Triphaenopsis
- Tristyla
- Trudestra
- Tumidifrontia
- Tycomarptes
- Tycracona
- Ulolonche
- Ursogastra
- Usbeca
- Vietteania
- Virgo
- Viridemas
- Walterella
- Xanthiria
- Xanthirinopsis
- Xantholepis
- Xanthothrix
- Xenapamea
- Xenopseustis
- Xenotrachea
- Xylopolia
- Xylostola
- Yepcalphis
- Yula
- Zacthys
- Zosteropoda
- Zotheca